# InterRisk Versicherungen
Die InterRisk Vienna Insurance Group Versicherungen sind eine deutsche Versicherungsgruppe mit Sitz in Wiesbaden. Sie gehört zu hundert Prozent der österreichischen Versicherungsgruppe Vienna Insurance Group.

## Geschichte
Die InterRisk wurde von einem Konsortium österreichischer Versicherungsunternehmen im Juli 1990 mit Sitz in Wiesbaden gegründet. 1992 wurden die Bestände der 1986 gegründeten deutschen Niederlassung der Schweizer Freiburger Allgemeinen Versicherung übernommen und die Freiburger war fortan mit 49 % an der InterRisk beteiligt. Zum 1. Januar 1995 übernahm die InterRisk zu hundert Prozent die in Neu-Isenburg sitzende Skandia Sachversicherung, die daraufhin in InterRisk Sachversicherung umbenannt und nach Wiesbaden verlegt wurde. Stand anfangs nur das Unfallversicherungsgeschäft im Fokus, wurde damit die Angebotspalette um die Sach- und Haftpflichtversicherung erweitert. Zum Jahresende 1995 wurde die Tochter auf die InterRisk verschmolzen, die damit bei einer Schadenquote über alle Sparten von 55,6 % für 1995 68,4 Mio. D-Mark (heute ca. 58,7 Mio. Euro) Gesamtprämienvolumen erwirtschaftete.
Im Herbst 1999 machte die InterRisk mit einer Werbeaktion unfreiwillig deutschlandweit Schlagzeilen: aufgrund von Werbebriefen, die Leuchtdioden enthielten, wurde die Polizei alarmiert, die Sprengstoffexperten des Bundeskriminalamtes hinzuzog, die die Aktion als letztlich harmlosen Werbegag identifizierten.
Anfang 2000 übernahm die Wiener Städtische Versicherung die Mehrheit an der österreichischen InterRisk-Mutter InterRisk Internationale Versicherungsholding. Durch die Übernahme des 50%-Anteils von der Uniqa erhöhte sich der Anteil der Städtischen auf 75 % und der seit 1971 in ihrem Einflussbereich stehende Donau Allgemeine Versicherung auf 25 %. Parallel wurde die Expansion in Deutschland vorangetrieben, als die Futura Lebensversicherung von der Generali übernommen und in InterRisk Lebensversicherung umfirmiert wurde.
Im zehnten Jahr ihres Bestehens verzeichnete die InterRisk für das Jahr 2000 in der Sachversicherung 88,8 Mio. DM (heute ca. 71,6 Mio. Euro) gebuchte Bruttoprämien, die neu erworbene Lebensversicherungstochter 74,4 Mio. DM (heute ca. 60 Mio. Euro). 2002 übernahm die Wiener Städtische die Holding komplett, die dann auf die Gesellschaft verschmolzen wurde.
2007 wurde zur global einheitlichen Firmierung die Dachmarke Vienna Insurance Group in die Namen der jeweiligen Gesellschaften integriert. 2015 feierte die Sachversicherungsgesellschaft ihren 25. Geburtstag, dabei wurden erstmals mehr als eine Million Verträge verwaltet und mit Beitragseinnahmen von 100,6 Mio. Euro (heute ca. 127 Mio. Euro) erstmals ein dreistelliger Umsatz erwirtschaftet. Gleichzeitig verzeichnete der Lebensversicherer Beitragseinnahmen von 75,0 Mio. Euro (heute ca. 94,7 Mio. Euro).
Versicherungsverträge werden seitens der InterRisk ausschließlich via Makler und Versicherungsberater vertrieben. Dabei bietet das Unternehmen auch Honorartarife an.